# ミカンせいじん
ミカンせいじんは、白佐木和馬（しらさき かずま 1966年 - ）が考案したキャラクター。ミカンに手足が生えたような格好をしており、宇宙人という設定である。

## 概要
フジテレビでかつて放映されていた「ウゴウゴルーガ」のCGアニメーションコーナーのキャラクターとして採用されていたことから、関連グッズなどはフジテレビが主導して販売している。なお、表記について「みかん星人」は書籍内でまれに用いられていることがある。「ミカンセイジン」は誤記である。ミカンせいじんの著作権については、白佐木和馬とフジテレビが保有している。元祖シュール系キャラクターとも称される。
以降2005年放送の『ガチャガチャポン!』内コーナーアニメとして復活。2016年8月25日よりフジテレビ深夜バラエティ『#ハイ_ポール』内で放送された。
2020年10月4日より早朝番組『キャラダチミュージアム』でショートアニメーションの新作が放送され、同年『EXITV～FODの新作・名作をPon！Pon！見せます！！～』でもセット内にぬいぐるみが置かれるなど、放送開始から30年以上の月日がたっても定期的に新作アニメーションが制作され、フジテレビとも関わりを持っている。

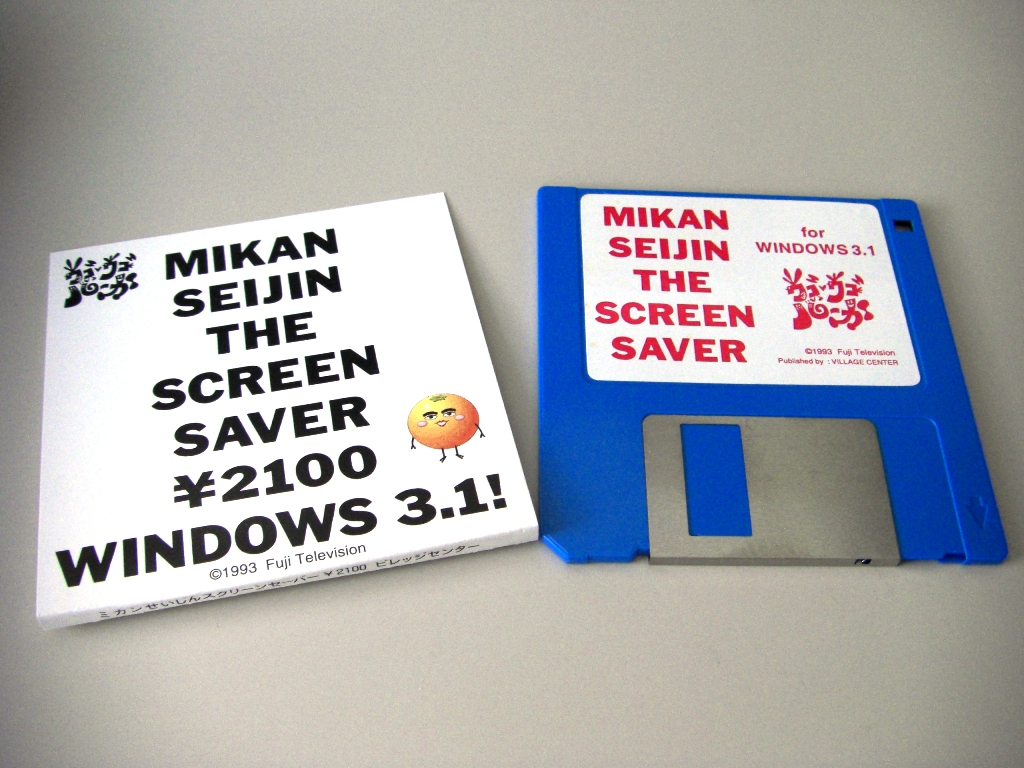
ミカンせいじんスクリーンセーバー2100円のメディア

## 基本設定
ローカル3と呼ばれる超次元に存在するミカン星からやってきた地球侵略を企む宇宙人という設定。テレビに初登場した1992年11月2日又は1993年10月が生年月日（発見）とされている。単性世代のまま成長し、接合子を作ったときに有性世代となって花を咲かせ、その際に種子に似た極めて小さなミカンせいじんを空中に放出し、一生を終える。

### 容姿
ごく普通のみかんに手足と顔が描かれている。いわゆるゆるキャラのような、単純にかわいいとはいい難いが憎めないキャラクターとなっている。

### 身体的特徴
以下に身体的特徴を列記する。
- 超高性能ミカン脳 … 知能指数2万。戦闘時は使わない。過去に大きな戦争をして悲しい思いをした教訓から、「もう争いごとはやめよう」と遺伝子レベルで決定し自ら攻撃的な思考を排除している。
- ビタミンぶくろ
- ミカン眉毛 … 100万ボルトの電流が流れているため硬質ゴムで覆われている。
- ミカン足 … オゾン層を破壊する強力なキック。足跡は「V」形。
- 目 … 目からはビームが発射できる。崖を少々えぐるぐらいの破壊力があり、昔戦争をしていたころの名残である。人間と同様に悲しいときなどに涙を流すこともあり、その成分はミカン果汁という説と豆乳という説が存在する。
- 口 … 黄色い物体を放出でき、その物体からは即時につると花が咲く。ミカンせいじんは歩くことにより体内の器官が働きエネルギーを備蓄することができるので、娯楽として食物を食べる。
- 皮 … 皮のみを脱ぐことができるようであり、身が開かずに皮だけめくれているものがたまに出現する。ミカンせいじんスクリーンセーバー for Windows 95のムービーには何らかの理由（洗濯したと推定される）により滴が滴り落ちるほど濡れた皮を竿に干して乾している映像がある。
- ミカン胃 … 経口からの食物は絶対に必要ではないことから胃腸は弱く、食べ過ぎると嘔吐しやすい。
- 大きさ … 大小さまざま。映像から判断すると原則として成長するにつれて大きくなるようであるが、まれに超巨大サイズに生育することがある。成長時は脱皮するようである。
- 性別 … 性別が存在するかは不明であるが、ミカンせいじん同士で恋愛感情が生まれることがあるようで、2匹のミカンせいじんがキスをして、それを後ろから見ていた別のミカンせいじんが涙する映像が存在する。ミカンせいじんはキスをされると自らも他のミカンせいじんにキスをしたくなるようである。キス以上の愛情表現はない。
- 繁殖方法 … 繁殖方法は2つ存在し、1つ目は、主に死体からつる状の植物のようなものが生え、花が咲くと小さなミカンせいじんの赤ちゃん（胞子）が放出され、すぐに動けるというもの。2つ目は、花から放出された胞子はただの胞子であり、胞子が緑色の液体の中に入ると成長を始める方法である。なお、生存しているミカンせいじんの口から種を放出することもできるようで、種付けされた場所に即時につるが成育する。その他、特殊な例としては雷に打たれると分裂したり、ある特殊条件下で合体することもある。
- 耐衝撃性 … 硬質の物体（映像では船の船体）に衝突すると、皮と身が開いてしまい死亡する。
- たばこ … 喫煙しているものが見受けられるが、これはたばこ状の栄養剤である。ミカンの皮のつやをよくするためのもので、かすかにお茶のにおいがする。
- 果汁 … ストローをミカンせいじんに突き刺すと、ミカン果汁と思われる液体が出てくる。また頭にあるへたがワインのコルクのように抜けて、同様に液体が放出されたり、口から放出することもできる[5]。
- 趣味 … イチゴせいじん釣りと科学書の愛読。なお、勉強のために科学書を読んでいるのではなく、科学書を読むことが娯楽である。
- お風呂 … 黄色い液体に入っている。ミカン果汁であるかや加温されているかは不明。
- 死亡判断 … 皮と身が開いている状態（更につると花が咲いていることがある）は死んでいる状態である。自ら皮及び身を開くことができるが、その後自分で戻せるのかは不明。
- その他 … 空中を浮遊することができる。浮遊するために特に手や足を動かす必要はなく、まさに自由に浮遊している状態である。

### 特有文化など
- ミカン星 … ミカンせいじんの生まれ故郷。昔大きな戦争があったことからその塹壕が残存する。星全体がお茶のにおいがする。
- 親子関係 … よく親子と思われる大小のミカンせいじんが一緒に行動している姿がみられるが、ミカンせいじんは主に死骸から生える花から放出された胞子から繁殖することから、厳密に言うと親は既に死亡しており、同種全体が家族という考え方である。そのため常に同じ大小個体の組み合わせで行動している訳ではない。全ての成長したミカンせいじんは全ての子供の面倒を見るし、全ての子供は全ての成長したミカンせいじんを親として慕い得る。
- 美術館 … 絵や彫刻が好きで、ミカン星には美術館が存在する。
- イチゴせいじんとの関係 … イチゴせいじんは別の天体からやってきた生物である。ライバル関係にあるが、ミカンせいじんのペットになっていることもある。逆にイチゴせいじんが接近すると逃げるミカンせいじんも存在する。
- クジラせいじん … ミカン星で共存している生物。頭のかたちがクジラに似ていることからそう呼ばれている。その正体については、ミカンせいじんがクジラに突然変異した説とクジラの形をした海草である説の2つが存在する。
- テレビ … ミカン星にはテレビ局が1つだけあるが、ニュースしか放送していない。昔テレビが普及していた時代があり、誰もがいつもテレビを見ている状態であったが、突然一斉にテレビを破壊しだして、必要最小限のテレビのみが残っている。このテレビが破壊された日を「8月8日の難」と呼ぶ。
- 電話 … 糸電話を携帯所持していたり、通話しているものもいる。外見は糸電話そのものであるが、バイブレーター機能があり、着信すると作動する。糸電話なので基本的に糸で繋がっている（他のミカンせいじんに切断されて不通になる画がある）が、まれに糸が描かれていないタイプもある[5]。
- つりはしご … ミカンせいじんは空を自由に浮遊できるが、わざわざヘリコプターのつりはしごから登場することがある。
- 崖 … 崖から物を落とすのが好きで、テレビ・荷物・ミカンせいじんの死骸・他のミカンせいじん・自分自身などを落下させて楽しんでいるようである。
- その他 … 入道雲と静かな街を好む。なんとなく生きてなんとなく死んでゆくが特に気にしていない。

## パソコン用ソフト
ミカンせいじんが登場した時代は、一般家庭ではワープロが主流で、パソコンは学校・企業や一部の愛好家が保有するのみでほとんど浸透しておらず、パソコン通信（現代のインターネットとは異なるごく小規模のネットワーク）最盛期であった。このようなパソコン初期時代からミカンせいじんを題材にしたパソコンソフトは存在しており、パソコンとは密接な関わりがある。1993年に発売されたミカンせいじんスクリーンセーバーは初の国産スクリーンセーバーとしても有名である。

### ビレッジセンター（1993年～2005年）
ソフトウェア会社（株）ビレッジセンター（現在は会社解散）が、ミカンせいじんのスクリーンセーバーとスクリーンメイトを開発、販売していたことから、パソコンとも深い関わりがある。1993年に「ミカンせいじんスクリーンセーバー2100円」をリリースして以来数種類リリースし、新製品がリリースされるごとに徐々にミカンせいじんの生態が明らかになっていった。ビレッジセンターがリリースしたものとしては、2005年6月に「復刻版ミカンせいじんスクリーンメイト for WindowsXP」をリリースしたのが最後となった。ビレッジセンターのリリースしたソフトウェアは現在においては全て絶版品であり正規ルートでの新品の入手は不能である。なお、一部ソフトウェアを除き大半は16bitコードで開発されているため、64bitのコンピュータでは動作しないが、32bitのWindows 7では、実用的なレベルでほぼ正常に動作する。地球侵略を企むミカンせいじんがついにWindowsの侵略を始めたという設定で販売された。

#### ミカンせいじんシリーズ
- ミカンせいじんスクリーンセーバー2100円（Windows 3.1&Macintosh／1993年／2,100円／FD／16bit）
- めいきんぐスクリーンセーバー ミカンせいじんの恐怖／誕生／しんりゃく （Windows 3.1／1994年／1,980円／FD／16bit）
- ミカンせいじんスクリーンセーバー2 （Windows 3.1／1994年／3,200円／FD／16bit）
- ミカンせいじん The Screen Saver & Movies （Windows 95／1996年／3,980円／CD-ROM／32bit）
- ミカンせいじん The Screen Mate （Windows 95&3.1／1996年／3,200円／FD／16bit）
- 3Dミカンせいじんスクリーンセーバー（Windows 2000&Me&98&95／4,400円／32bit）
- 待ち受け画面エディタ・ミカンせいじん計画（Windows 95-XP／2001年8月／3,500円）
- 復刻版ミカンせいじんスクリーンメイト（Windows XP／2005年6月／300円／ダウンロード提供のみ／32bit）

### フジテレビジョン（2008年）
- AIRmikan（えあミカン） （Windows対応／2008年3月／無料／ダウンロードのみ）2013年現在ダウンロードサイトが閉鎖しており入手できない。

### Xarts株式会社（2010年～）
XartsがリリースしているアプリはiPhone用ではあるが、現在でもApple Storeから入手可能である。ただし、少年タケシが事実上休止になってからは新しいリリースはされていない。
- ミカンせいじん箱 （iPhone&iPod touch対応／2010年7月／無料／ダウンロードのみ）

コンベアー上に流れてくるみかんとミカンせいじんを仕分けして箱詰めするゲーム。箱数をユーザー全員で共有し、箱は地球から積み上げられ、一定数に到達するとミカンせいじんの故郷であるミカン星へ到達することができる。
- ミカンせいじんドロップ （iPhone&iPod touch対応／2011年3月／無料／ダウンロードのみ）

ミカンせいじんとイチゴせいじんが力を合わせ音を奏でる、不思議アプリ。

## その他グッズ

### キャラクターグッズ
以下はいずれもウゴウゴルーガのグッズとしてフジテレビジョンが販売していたものであり、現在は絶版品である。
- ボールペン
- えんぴつ
- ハンドタオル
- 消しゴム
- ゼンマイマスコット
- USBメモリ

2021年8月より通販サイト「THEキャラ」、「フジテレビe!ショップ」で新作グッズが販売され、2022年12月にはしまむらとのコラボレーション商品を展開している。

### 書籍
- 『ミカンせいじんの人生』（ビレッジセンター／1994年3月 ISBN 4-938704-27-7）ミカンせいじんスクリーンセーバー2に付属している。
- 『めいきんぐスクリーンセーバー ミカンせいじんの恐怖／誕生／しんりゃく』 （1994年6月 ISBN 4-938704-36-6） スクリーンセーバーの入ったFDが付属している。

### DVD
- ミカンせいじん学習帳（2006年）
- ミカンせいじんチルドレン（2006年）
- 少年タケシ タケシコミックス Vol.2 ミカンせいじんグリル 第1巻（2008年）

## 関連作品
製作はいずれも白佐木和馬。

### ミカンせいじんの30秒学習
2005年放送の『ガチャガチャポン!』内コーナーアニメ。DVDとして『ミカンせいじん学習帳』『ミカンせいじんチルドレン』が発売された。
また、フジテレビサイト『少年タケシ』デジタルコミックとしてWebアニメ『ミカンせいじんグリル』も配信された 。

### ミカンせいじん現わる
フジテレビ深夜バラエティ『#ハイ_ポール』内で2016年8月25日より放送のショートアニメ。

## 関連サイト
- イラストレーター 白佐木和馬の個人ページ
- AIRmikan （adobe） アプリページ (リンク切れ)
- ミカンせいじん箱 少年タケシ（フジテレビ） 2012年3月30日以降更新停止中 (リンク切れ)
- ミカンせいじん箱 （Xarts株式会社） (リンク切れ)
- ミカンせいじんドロップ （Xarts株式会社） App Storeからアプリを直接検索する場合は「mikanseijindrop」で検索する。(リンク切れ)
- フジテレビ『少年タケシ』 (リンク切れ)
- フジテレビ『#ハイ_ポール』
- 【公式】ミカンせいじん研究所・調査報告 -MIKAN SEIJIN- (@MIKANSEIJIN_LAB) - X（旧Twitter）
- 【公式】ミカンせいじん研究所・目撃写真 (@mikanseijin_lab) - Instagram
- ミカンせいじん公式 (@mikanseijin33) - TikTok